# 28

28(이십팔)은 27보다 크고 29보다 작은 자연수다.

## 수학
- 합성수로, 그 약수는 1, 2, 4, 7, 14, 28이다. 진약수의 합은 28이므로, 28은 완전수다.
  - 6에 이은 2번째 완전수다. 다음 완전수는 496이다.
- 7번째 삼각수다. 앞의 삼각수는 21, 다음 삼각수는 36이다.
- {\displaystyle 28=2+3+5+7+11}
  - 연속하는 소수(素數) 5개의 합으로 나타낼 수 있는 가장 작은 수다. 이 성질을 지닌 다음 수는 39다.
- {\displaystyle 28=1^{3}+3^{3}}
  - 처음 두 홀수의 세제곱합으로, 연속하는 두 홀수의 세제곱합으로 나타낼 수 있는 가장 작은 수다. 이 성질을 지닌 다음 수는 152이다.
  - 처음 두 삼각수의 세제곱합으로, 연속하는 두 삼각수의 세제곱합으로 나타낼 수 있는 가장 작은 수다. 이 성질을 지닌 다음 수는 243이다.
- 200 이하의 7의 배수는 28개다.

## 과학
- 니켈(Ni)의 원자번호.
- NGC 28: 봉황자리 방향에 있는 타원은하.

## 교통
- 고속도로
  - 유럽 고속도로 28호선: 독일 베를린에서 벨라루스 민스크까지 이어지는 유럽 고속도로.
  - 아우토반 28호선: 독일의 고속도로.
- 국도 제28호선
  - 대한민국 28번 국도:  경상북도 영주시 영주동에서 경상북도 포항시 북구 흥해읍까지 이어지는 대한민국의 국도.
  - 일본 28번 국도: 효고현 고베시 주오구에서 도쿠시마현 도쿠시마시까지 이어지는 일본의 국도.
  - 미국 28번 국도 (폐지): 오리건주를 통과하던 미국의 과거 국도.
- 기타 도로
  - 현도 제28호선

## 군사
- U-28: 군용 잠수함. 제1차 세계 대전에 사용된 독일의 잠수함(영어판)과 오스트리아-헝가리의 잠수함(영어판), 그리고 제2차 세계 대전에 사용된 독일의 1936년제 잠수함(영어판)이 있다.

## 문화유산
- 대한민국의 국보 제28호: 경주 백률사 금동약사여래입상
- 대한민국의 보물 제28호: 김제 금산사 당간지주
- 대한민국의 사적 제28호: 경주 성덕왕릉

## 방송
- 스카이라이프의 GS마이샵 채널 번호.
- 지니 TV의 현대홈쇼핑플러스샵 채널 번호.
- B tv의 SBS 플러스 채널 번호.
- U+ TV의 W쇼핑 채널 번호.
- LG헬로비전의 CJ온스타일플러스 채널 번호.
- B tv 케이블의 tvN 스토리 채널 번호.
- KT HCN의 MBC 드라마넷 채널 번호.

## 스포츠
- 대한민국 청소년 축구에서 최대 승리는 괌에 28-0으로 이긴 경기다.

## 작품
- 《28》(2013): 대한민국의 소설가 정유정의 소설.
- 《28》: 대한민국의 음악 그룹 옥상달빛의 첫 번째 정규 음반. 2011년 4월 26일 출시.
- 《28년 후》(2025): 2025년 개봉 예정인 미국·영국의 공포 영화.
- 《철인 28호》

## 기타
- 날짜: 2월 8일
- 연도: 28년, 기원전 28년
- 법화경은 모두 28개의 품으로 이루어져 있다.
- 달력에서 평년일 때 2월은 28일까지 있다. (총 365일 or 4주)
- 이십팔수
- 세종대왕이 훈민정음을 처음 창제했을 때 훈민정음은 총 28자였다.
- 이빨과 발음이 같아 치과에서 전화번호로 많이 쓴다.
- 18과 더불어 대한민국에서 욕설로 쓰이는 숫자로, 욕설이 포함된 “이 씨발”을 숫자로 순화해 검열을 피하는 용도로 쓰인다.